# María Elena Carballo
María Elena Carballo Castegnaro (1958) fue ministra de Cultura y Juventud en Costa Rica, entre mayo de 2006 y mayo de 2010, durante la segunda administración de Óscar Arias Sánchez. Anteriormente trabajó en dos ocasiones en el entonces denominado «Ministerio de Cultura, Juventud y Deportes»: en la primera administración, como subdirectora de Artes y Letras, y en la segunda, como directora del Colegio de Costa Rica.
Carballo es licenciada en Filología española por la Universidad de Costa Rica y doctora en Estudios Literarios por la Universidad de Brandeis, Estados Unidos, con una tesis sobre El otoño del patriarca, de Gabriel García Márquez, y la novela hispanoamericana de la dictadura. Ha sido becaria Fulbright. El libro La casa paterna, del cual es coautora, obtuvo el Premio Nacional de Ensayo de 1993. En el momento de su nombramiento era profesora del área de Humanidades y Comunicación del incae. Anteriormente había impartido docencia en la Universidad de Costa Rica y, por muchos años, en la Universidad Nacional.
Su gestión como ministra consiguió llevar al Ministerio de Cultura a los índices más altos de ejecución presupuestaria. Esa buena ejecución, y una habilidad para plantear la cultura, no como un gasto sino como una inversión en desarrollo social, consiguieron que por primera vez desde su creación, el presupuesto del Ministerio de Cultura creciera exponencialmente.
Fundó durante su gestión el Fondo para el Desarrollo de las Artes Escénicas, un fondo que apoya la producción independiente. Este fondo, durante su último año como ministra, se encontraba en poco más de un millón de dólares.
Fundó también el Sistema Nacional de Educación Musical (SINEM), abriendo 32 escuelas de música para la educación musical de niños en barrios en riesgo social.

## Referencia bibliográfica
- Carballo, María Elena; Ovares, Flora; Santander, Carlos (1993). La casa paterna: escritura y nación en Costa Rica. San José: Editorial de la Universidad de Costa Rica.